# 冬督爾瑪

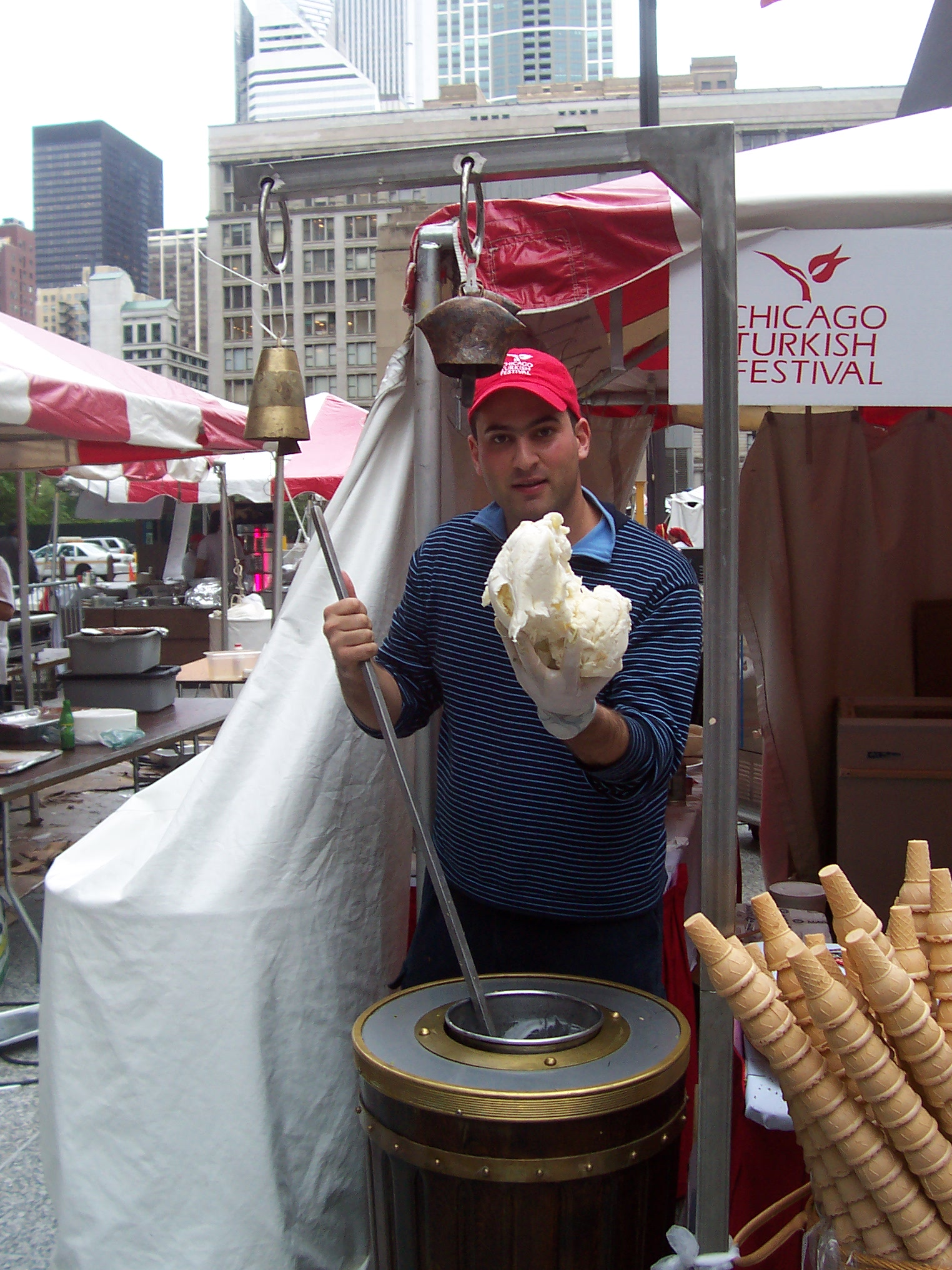
賣土耳其冰淇淋的攤主

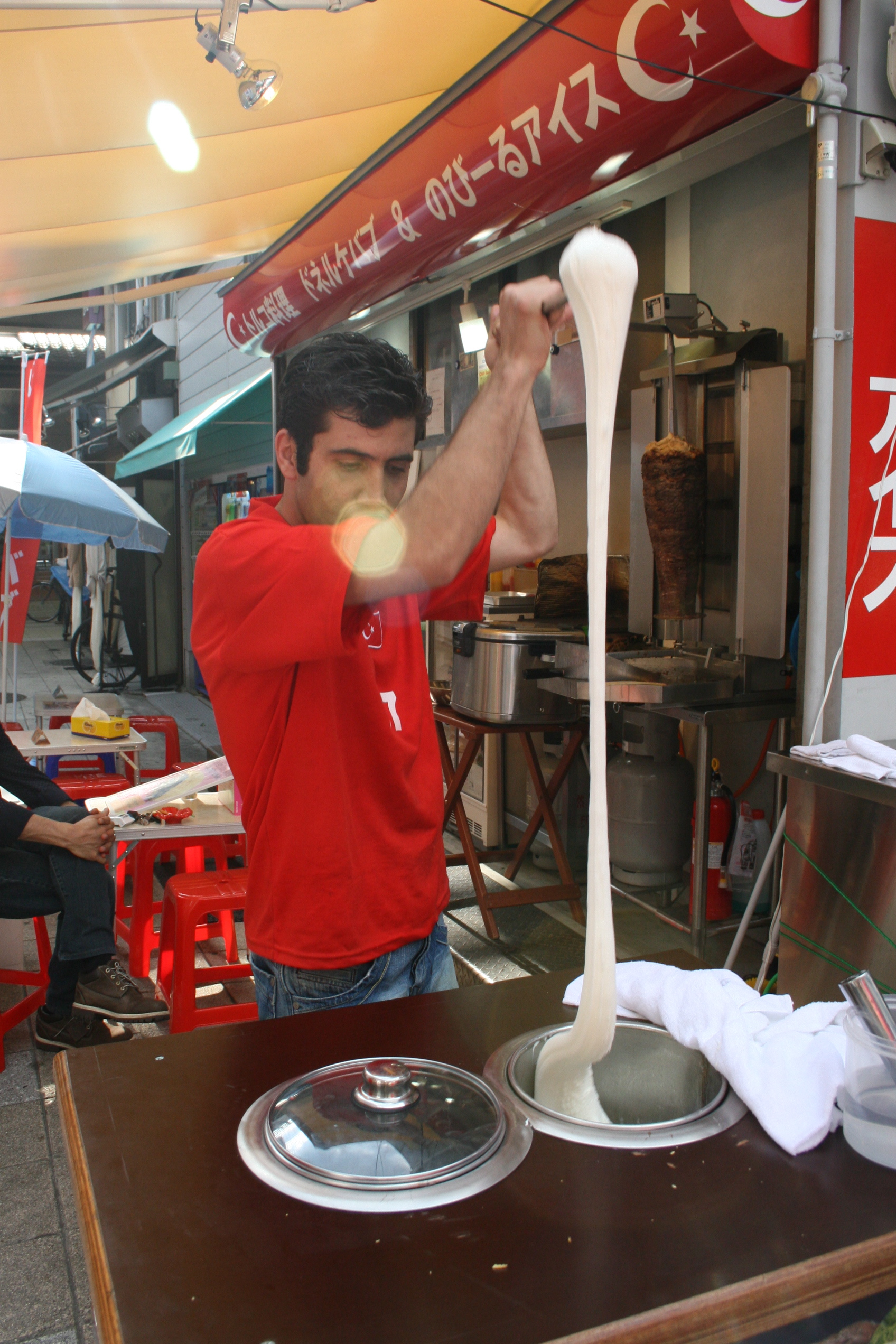
冬督爾瑪擁有極佳的黏稠度

冬督爾瑪（土耳其語：或），即土耳其冰淇淋，是土耳其的一種冰淇淋，成分通常包括羊奶、糖、蘭莖粉和洋乳香。據說發源自卡赫拉曼馬拉什。在土耳其國外常被稱為Dondurma（土耳其文的意思是「冰淇淋」）。
冬督爾瑪與其它冰淇淋的差別在於質感及較不易融化。蘭莖粉增加冬督爾瑪的黏稠度，使它被拉長時較不易斷開。
冬督爾瑪之所以受人注目，最大賣點在於攤販老闆會在製作冬督爾瑪的同時與客人進行趣味的互動，用各種戲法讓客人以為老闆要給買主冬督爾瑪，卻又收手和買主玩其他花招，這有時會導致客人誤會，但若是失敗，老闆通常繼續添加更多冬督爾瑪來解除緊張感。
在台灣，最著名的冬督爾瑪位於淡水老街，2016年，台灣藝人周杰倫也以此主題為靈感，創作了「土耳其冰淇淋」。

## 外部連結
- Ice Cream of Kahramanmaraş
- SBS food - Dondurma (Turkish Ice-cream) （页面存档备份，存于）